# Jimmy Page
James Patrick "Jimmy" Page, född 9 januari 1944 i Heston, Hounslow, västra London, är en brittisk gitarrist och låtskrivare.
Jimmy Page är en av de mest inflytelserika gitarristerna genom tiderna. Han började sin karriär som eftertraktad studiomusiker i London. Efter ett par år tröttnade han dock och gick med i det engelska bluesbandet The Yardbirds, men det är tiden med Led Zeppelin som han är mest uppmärksammad för.

## Biografi

### Tidig karriär
Page började spela gitarr i de tidiga tonåren, inspirerad av Elvis Presleys "Baby Let's Play House" och Scotty Moores gitarrspel. Han lärde sig det mesta själv. I tonåren började Page spela i sitt första rockband. Dock hade han klen fysik vilket resulterade i dålig hälsa och efter att ha fått körtelfeber var han tvungen att hoppa av en turné och sluta i gruppen. Page tog en paus från musiken och studerade på Croydon Art College. Efter ett tag så vaknade åter lusten att spela och han lockades in till jazzklubbar och Marquee Club. Han blev snart etablerad som gitarrist i Londons studioverksamhet, och det blev mer eller mindre ett heltidsjobb för Page.
Efter några år som studiomusiker åt bland andra The Rolling Stones, Nico, Jackie DeShannon, The Kinks, The Who och P.J. Proby blev han 1965 tillfrågad om han ville ersätta Eric Clapton som just lämnat The Yardbirds. Han avböjde eftersom jobbet som studiomusiker var tryggare än ett relativt nytt popband. Istället rekommenderade han sin gode vän Jeff Beck. Page fortsatte att spela och producera åt andra musiker.

### The Yardbirds
I juni 1966 tillfrågades Page återigen om han ville gå med i The Yardbirds, denna gång på bas. Han tackade då ja eftersom han var mer än lovligt mätt på studioarbetet och ville skapa något eget.
Han tog över Paul Samwell-Smiths Epiphone Rivoli Bass EB232 och gav sig ut på turné med bandet. Redan i augusti hade han visat framfötterna och bytte instrument med dåvarande kompgitarristen Chris Dreja. Nu hade The Yardbirds två sologitarrister - Jeff Beck och Jimmy Page. Detta varade dock inte så länge eftersom Beck föredrog att improvisera före att spela efter de inövade rutiner som bandet hade. Detta ledde till att Beck och övriga bandet gick skilda vägar i oktober 1966.
Under våren 1967 turnerade bandet och passade också på att spela in sin "svanesång": albumet Little Games. Värt att notera är dock att Page börja använda sin stråke på en del låtar. (Detta var inte helt originellt - the Creations gitarrist Eddie Phillips spelade stråksolon redan mitten 1966.) Även den akustiska föregångaren till "White Summer" bestod till största delen av lånat material - "She Moves through the Fair" har stått modell för denna låt.

### Led Zeppelin
1968 var Yardbirds historia, och Page började se sig om efter nya personer att bilda ett band med. Snart var The New Yardbirds skapat, som efter kort tid bytte namn till Led Zeppelin. I sin roll som gitarrist i Led Zeppelin har Page inspirerat mängder med musiker. Bandet upplöstes 1980 till följd av trumslagaren John Bonhams död.

### Efter Led Zeppelin
I början av 1980-talet tog Page ännu en paus från musiken, fram till 1981, då han gjorde filmmusiken till Death Wish II. 1984 samarbetade Page med Roy Harper och gav ut albumet (Whatever Happened to Jugula?). Under 1980-talet var Page bland annat med i ett projekt med Paul Rodgers och Chris Slade. Bandet var verksamt 1984-1986 och hette The Firm, som släppte två album. 1988 gav Jimmy ut soloskivan Outrider.
1992 slog sig Page ihop med rutinerade David Coverdale och gav ut sin mest framgångsrika skiva sedan Led Zeppelin. Projektet kallades Coverdale-Page.
1994 återförenades Page och Plant för det sista avsnittet av MTV's serie Unplugged. Det blev ett 90-minuters specialavsnitt döpt till Unledded. Avsnittet fick de största tittarsiffrorna i MTV:s historia. 1995 gavs showen ut på CD:n No Quarter: Jimmy Page and Robert Plant Unledded, och 2004 gavs även DVDn No Quarter Unledded ut. Efter att ha turnerat för stor publik gick Page och Plant in i studion för att spela in skivan Walking into Clarksdale (1998), deras första gemensamma album sedan 1979.
The Black Crowes turnerade år 2000 tillsammans med Page, och spelade bland annat Led Zeppelin-låtar.
En återförening av Led Zeppelin ägde rum i december 2007 på O2-arenan i London, där de tre levande originalmedlemmarna (Page, Robert Plant och John Paul Jones) spelade med Jason Bonham (son till originaltrummisen John Bonham).
I samband med avslutningen av de olympiska spelen i Peking 2008 framträdde Page tillsammans med Leona Lewis. De framförde Led Zeppelins hit "Whole Lotta Love".
Han har tillsammans med The Edge och Jack White medverkat i dokumentärfilmen It Might Get Loud.

## Diskografi, solo
Studioalbum
- 1984 – No Introduction Necessary (med  John Paul Jones och Albert Lee)
- 1985 – Whatever Happened to Jugula? (med Roy Harper)
- 1985 – The Firm (med The Firm)
- 1986 – Mean Business (med The Firm)
- 1988 – Outrider
- 1993 – Coverdale/Page (med David Coverdale)
- 1998 – Walking into Clarksdale (med Robert Plant som Page and Plant)

Livealbum
- 1994 – No Quarter (Page and Plant)
- 2000 – Live at the Greek (med The Black Crowes)

Soundtrack album
- 1982 – Death Wish II
- 1985 – Scream for Help (med John Paul Jones)
- 2012 – Lucifer Rising and Other Sound Tracks